# ホーランド・ロップ

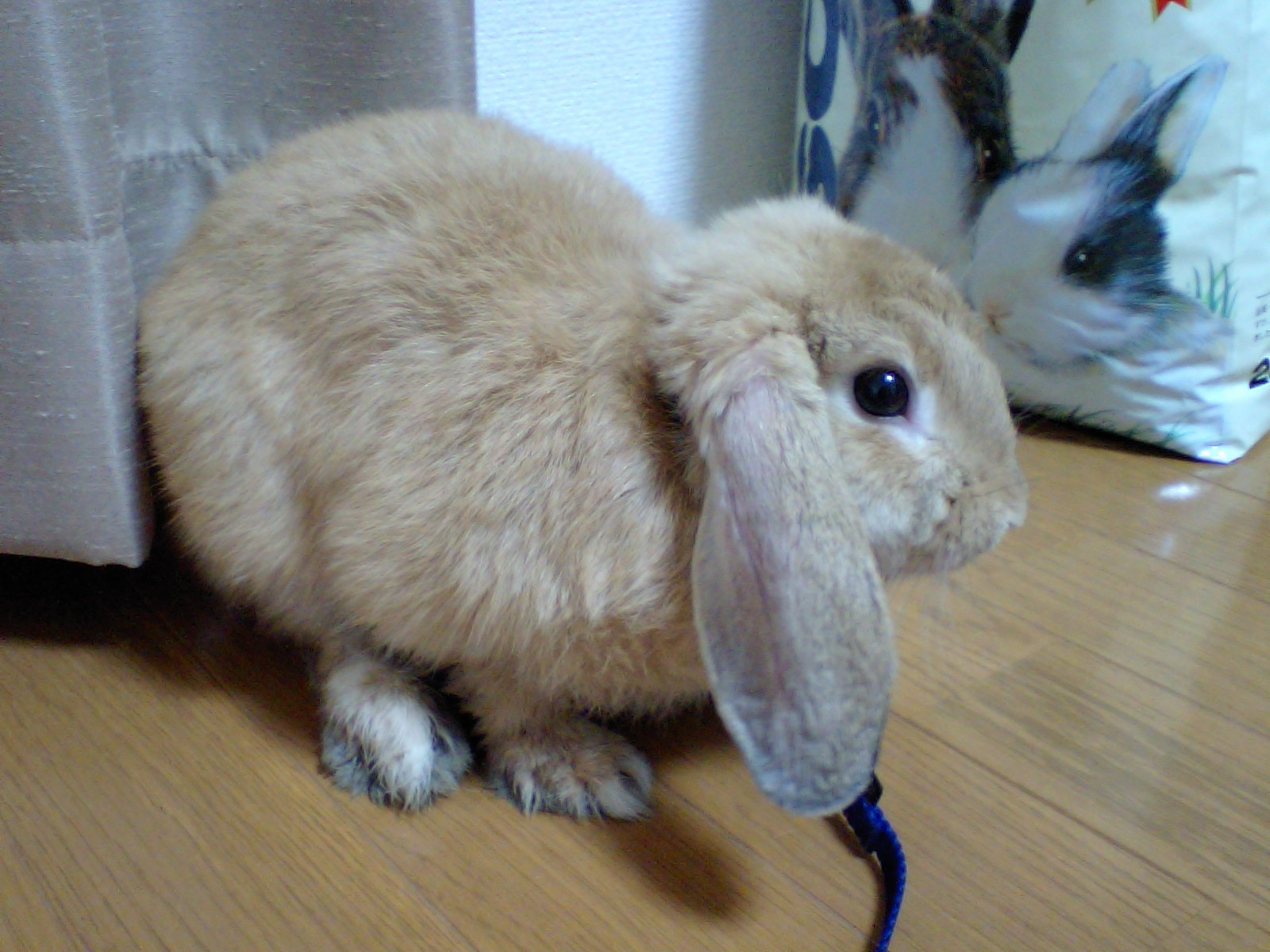
ホーランド・ロップの成獣

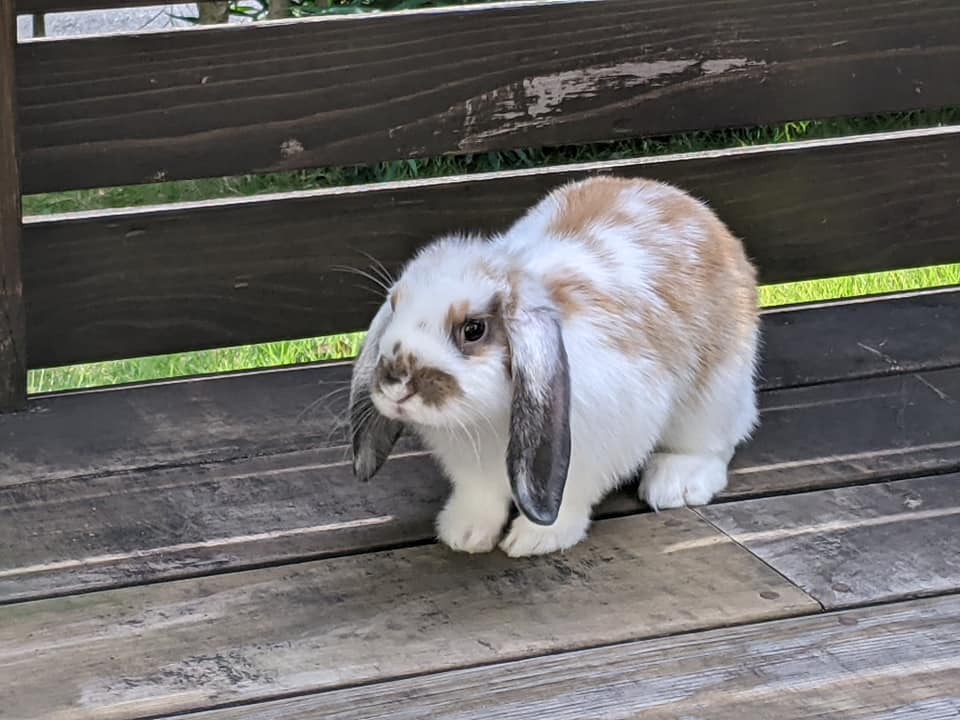
ホーランド・ロップの幼獣

ホーランド・ロップ (英: Holland Lop) は、ウサギのペット用に作成された品種、血統のひとつ。生物学上の分類ではウサギ科アナウサギである。ロップ種（垂れ耳）の中では最も小さい品種であることから、ミニ・ロップ (英: Mini Lop) とも呼ばれる。
名称は「ホーランド（オランダの俗称）の垂れ耳種」の意。ホーランド・ロップは、生後0-6か月が幼獣で、7か月以上を成獣と考える。

## 歴史
ホーランド・ロップは、オランダのウサギブリーダーであるアドリアン・ド・コック（Adriann de Cock）により、当時の最良品種であるフレンチ・ロップ（大型で垂れた耳で知られる）と、ネザーランド・ドワーフ（小型で、現在の最大人気種）の2品種を掛け合わせて作成された品種である。
1945年～1950年の冬にコックは、ネザーランド・ドワーフのオスをフレンチ・ロップのメスと交尾させたが、望んだような品種の子供はできなかった。そのため、今度はフレンチ・ロップのオスをネザーランド・ドワーフのメスと交尾させたところ、6羽の小さな垂れ耳の子供ができた。
さらに、コックは、イングリッシュ・ロップのオスをネザーランド・ドワーフと交尾させ、2羽の立ち耳の子供と3匹の半垂れ耳の子供を得た。彼は後に、ロップ種と交配させれば、現在のホーランド・ロップのような形態の品種ができると考えたが、望ましい形態のものは得られず、失望に終わった。
最後に彼は、半垂れ耳のウサギと最初の6羽の垂れ耳ウサギの一羽と交配させたところ、現在知られる「ホーランド・ロップ」品種が作成された。

## 身体的特徴
ホーランド・ロップは、ウサギの愛好家、ペットオーナー、ブリーダーに非常に人気の高い、好まれる品種である。それは、ウサギとしてはコンパクトで、魅力的であり、非常に愛らしいためである。また、頑丈で筋肉質な体格でもある。アメリカのウサギブリーダー協会公認ショーでは、1.4kg程度のものが出場するが、それはあまり一般的とは言えず、大抵のものは1.8kgかそれ以上の体重になる。

## 行動
ホーランド・ロップは穏やかな性格で、非攻撃的である。喜びを感じると、キュートなマスコットのように囲いの中でジャンプしたり走り回ったりする。これは特に屋外の開放的空間で観察することができる。
逆に、恐れや苛立ちを感じると、後ろ足を強く地面に蹴り付け、シグナルを他個体に伝える行動を取る。これらのウサギは外見上とても落ち着きを払いつつ、醜悪な感情を抱いている。不快な立ち居にいることにより、おびえていることによる。このような場合は、注意して取り扱う必要がある。
ネコ、イタチ（フェレット）などのネコ目は、自然界では天敵となるので、同居させるには困難を伴う。

## 飼育上の注意
ホーランド・ロップは毛皮が分厚くブラッシング等の定期的な毛並み手入れが必要になる。ウサギは生理学的に、ネコなどと異なり嘔吐が出来ないため、毛玉の飲み込みを防止する上でも重要となる。週一回程度、ネコ用の櫛かウサギ用のものでブラッシングを行う。毛についた干草、糞、付着物を取り除く。
また一年間に四回程大きな換毛期がある。
ホーランド・ロップは耳が垂れている為、耳の病気にかかりやすい。